# Maialen Chourraut
Maialen Chourraut (Lasarte-Oria, 8 de março de 1983) é uma canoísta de slalom espanhola de origem basca, na modalidade de canoagem, campeã olímpica na Rio 2016.

## Carreira
Foi vencedora da medalha de bronze em Slalom K-1 em Londres 2012.
Ela conquistou a medalha de ouro na Rio 2016 no slalon K-1.